# Luis Miguel Santillana
Luis Miguel Santillana Fraile (Barcelona, 13 de agosto de 1951). Jugador de baloncesto de los 70' y 80'. Con una altura de 2.05 metros, destacó como uno de los mejores pívots de España de su época. Formado en las categorías inferiores del CD Layetano y Joventut de Badalona y en todas las categorías del equipo nacional , desarrolló la mayor parte de su carrera en este club, formando parte del primer equipo durante catorce temporadas, entre 1967 y 1981. En 1981, con 30 años de edad, se retiró del baloncesto. Pero tras una temporada retirado, en 1982 dio la gran sorpresa al volver a la actividad y, especialmente, al fichar por el FC Barcelona, el gran rival del conjunto badalonés. Se retiró de la alta competición en 1984 aunque, en 1985, y tras un año retirado, volvió a reaparecer en las canchas de baloncesto, esta vez para jugar en el Cartagena de la Tercera División española.
Fue habitual en la Selección Española, con la que disputó un total de 160 partidos, tres veces seleccionado en la selección europea -Dos olimpiadas Múnich y Moscú y consiguió la medalla de plata en el Eurobasket disputado en Barcelona en 1973.

## Trayectoria deportiva
En esta temporada en 3.ª división murciana había una gran rivalidad entre el JUVER Murcia y el CB Cartagena en busca del ascenso a 2.ª división nacional, en la que únicamente militaba un equipo de la Región de Murcia como lo era el CB Molina. Tras la primera vuelta, en la que el único equipo que les pudo hacer un poco de sobmra, como era el CB Archena, y con ventaja para el CB Cartagena tras haber vencido al Juver Murcia en el Pabellón Príncipe de Asturias de la capital de la región, ambos equipos decidieron reforzarse para la segunda vuelta y con vistas al definitivo enfrentamiento en el pabellón de Cartagena. El Juver fichó a un americano de ensueño, Randy Owens (DEP), mientras que el CB Cartagena fichó a Santillana. Ese definitivo encuentro, ante más de 3500 personas lo ganó el Juver Murcia, pero sin poder remontar el basket-average del partido de la primera vuelta, por lo que el ascenso fue para el CB Cartagena a la 2.ª división. Pero poco después fue cuando el Juver compró la plaza en 1.ª B (actual LEB Oro) y ascendió a esa categoría.

## Palmarés
- Títulos nacionales:
- 2 Ligas españolas de baloncesto:

- 1 Liga 1977-1978, con el Joventut de Badalona.
- 1 Liga 1982-1983, con el FC Barcelona.

- 3 Copa del Rey de Baloncesto:

- 2 con el Joventut de Badalona: 1968-1969 y 1975-1976.
- 1 con el FC Barcelona: 1982-1983.

- Títulos internacionales:
- 1 Copa Korac: 1980-1981, con el Joventut de Badalona.
- 1 Medalla de Plata en el Eurobasket de Barcelona'1973, con la selección española.

## Consideraciones personales
- 159 veces internacional con la selección española Absoluta.
- Medalla de Plata de la Real Orden del Mérito Deportivo, recibida en 2003.
- Medalla St Jordi de la Generalidad de Cataluña.